# Пекшиксолинське сільське поселення
Пекшиксо́линське сільське поселення (рос. Пекшиксолинское сельское поселение) — муніципальне утворення у складі Медведевського району Марій Ел, Росія. Адміністративний центр — присілок Пекшиксола.

## Населення
Населення — 3655 осіб (2019, 3624 у 2010, 3016 у 2002).

## Склад
До складу поселення входять такі населені пункти:
| Населений пункт         | Населення, осіб (2002) | Населення, осіб (2010) |
| ----------------------- | ---------------------- | ---------------------- |
| Великий Яшнур, присілок | 104                    | 120                    |
| Єльняги, присілок       | 214                    | 206                    |
| Малий Яшнур, присілок   | 18                     | 38                     |
| Митькино, присілок      | 127                    | 118                    |
| Новий, селище           | 1293                   | 1738                   |
| Ошурга, присілок        | 225                    | 247                    |
| Пекшиксола, присілок    | 703                    | 734                    |
| Салтак-Корем, присілок  | 88                     | 95                     |
| Тойкіно, присілок       | 76                     | 139                    |
| Тумерсола, присілок     | 16                     | 61                     |
| Шоядур, присілок        | 152                    | 128                    |